# Les Gaietés du collège
Pour plus de détails, voir Fiche technique et Distribution.
Les Gaietés du collège (titre original : The Sweetheart of Sigma Chi) est un film américain en noir et blanc réalisé par Edwin L. Marin, sorti en 1933.
Une nouvelle version sera tournée en 1933 : La Course au bonheur.

## Synopsis
À l'université, Bob North, membre de l'équipe d'aviron, tombe amoureux de Vivian, une fille de la sororité (association très sélective d'étudiantes) qui est courtisée par un autre membre de l'équipe d'aviron, Morley. Mais Bob est timide avec les filles. Vivian parie avec ses sœurs de sororité, qu'elle peut rendre Bob éperdument amoureux d'elle. Bob a vent du pari, et il met fin à sa cour au grand dam de Vivian qui est tombée amoureuse de lui. Bob a été démis de ses fonctions dans le club mais il est à nouveau recruté lorsque Morley se blesse dans un accident de voiture. L'équipe gagnera-t-elle la grande course d'aviron ? Bob et Vivian vont-ils se réconcilier ?

## Fiche technique
- Titre : Les Gaietés du collège
- Titre original : The Sweetheart of Sigma Chi
- Réalisation : Edwin L. Marin
- Scénario : Luther Reed, Albert DeMond, George Waggner (histoire)
- Producteur : William T. Lackey
- Société de production et de distribution : Monogram Pictures
- Photographie : Gilbert Warrenton
- Montage : J. Edwin Robbins
- Musique : Edward Ward
- Pays d'origine :  États-Unis
- Langue d'origine : anglais
- Format : noir et blanc - 35 mm (procédé sphérique) - 1,37:1 - Son : mono (Balsley and Phillips Recording System)
- Genre : Comédie dramatique et film musical
- Durée : 77 min
- Dates de sortie : 
  - États-Unis : 26 octobre 1931
  - France : 3 avril 1936

## Distribution
- Mary Carlisle : Vivian
- Buster Crabbe : Bob North
- Charles Starrett : Morley
- Florence Lake : Dizzy
- Eddie Tamblyn : Harry
- Sally Starr : Madge
- Mary Blackford : Bunny
- Tom Dugan : l'entraîneur
- Burr McIntosh : le professeur
- Major Goodsell : le coach
- Grady Sutton : Pledge
- Purnell Pratt : le docteur
- Franklin Parker : House Prexy

## À noter
- Sigma Chi (ΣΧ) est le nom de l'une des plus grandes confréries estudiantines masculines de l'Amérique du nord (fondée en 1855).
- The Sweetheart of Sigma Chi est le titre d'une chanson d'étudiants écrite en 1911. Elle est souvent appelée la chanson la plus aimée et la plus populaire des confréries universitaires américaines. Dans le film, les étudiants la chantent.